# 延安路街道 (青岛市)
延安路街道是中国山东省青岛市市北区下辖的一个街道。

## 行政区划
延安路街道下辖上清路社区、明霞路社区、延安二路社区、松江路社区、延安一路社区。